# 日德蘭冰川
日德蘭冰川（英語：Jutland Glacier）是南極洲的冰川，位於維多利亞地的博克格雷溫克海岸，處於勝利山脈地區，長28公里，最終在博斯峰西北面注入格林韋爾冰川，現時由南極條約體系管理。

## 外部連結
. . United States Geological Survey.   [2013-04-10].
71°55′S 166°12′E / 71.917°S 166.200°E